# Фантастика Данії
Фантастика Данії — фантастичні твори письменників та письменниць Данії.

## Зародження жанру
Про данську традицію наукової фантастики до 1950-х років говорити не можна. Проте чимало данських авторів писали епізодичні твори в жанрі наукової фантастики і до цього. Першою такою книгою була «Nicolai Klimii iter Subterraneum» Людвіга Гольберга (1741 р. латиною; перекладена як «Подорож до підземного світу Ніколаса Кліміуса» 1742 р.; перевидана 1974 р.), яка була одним з перших творів будь-якою мовою, де описувалася подорож всередині Порожнистої Землі. У XVIII столітті з'явилося кілька інших сатиричних і фантастичних творів, таких як п'єса «Anno 7603» («Рік 7603») (1785), сатира на тему подорожей у часі, написана норвезьким поетом Йоганом Германом Весселем (1742-1785), який більшу частину свого життя провів у Копенгагені.
На початку ХІХ століття данська наукова фантастика та фентезі була малочисельною, хоча Ганс Крістіан Андерсен (1805-1875), на додаток до своїх фентезі, написав кілька фантастичних оповідань, найвідоміший з яких «Om Aartusinder» (1853; перекладений як «Через тисячу років» у Бібліотеці Ганса Андерсена, 1869). З приходом нового раціоналізму близько 1870 року було закладено підґрунтя для відновлення діяльності в галузі наукової фантастики, але насправді було опубліковано небагато. Дуже цікавим твором цього часу є повість Вільгельма Бергсе «En reise med Flyvefisken 'Prometheus'» («Подорож на летючій рибі "Прометей"») (1869), в якій розповідається про трансатлантичну подорож на судні, що поперемінно літає над водою і пірнає під воду. Серед авторів, які працювали з утопічною тематикою, були К. Ф. Сібберн з «Meddelelser af Indholdet af et skrift fra Aaret 2135» («Звіт про зміст паперів з 2135 року») (2 томи, 1858 і 1872) і Отто Меллер з «Guld og AEre» («Золото і честь») (1900).
На початку ХХ століття з'явилася ціла низка молодих письменників, орієнтованих на дію, головним чином Нільс Мейн (1891-1957), який писав расистські та імперіалістичні космічні опери, наслідуючи Ганса Домініка та різних американських авторів. Сатира та соціальна критика, переважно консервативного спрямування, були створені іншими сучасними авторами, такими як Ааге Хайнберг з «Himmelstormerne» («Молоді титани») (1919).

## Становлення наукової фантастики
Після Другої світової війни та Хіросіми данська література відображала суміш страху та ентузіазму щодо технологій. Це, разом зі зростаючим культурним та економічним домінуванням США, спричинило появу нового напряму в данській науковій фантастиці. Головним її представником був Нільс Ерік Нільсен (1924-1993), який у 1952 році дебютував як письменник-фантаст і відтоді написав близько 40 фантастичних романів. Він починав як наслідувач Рея Бредбері і досі зберігає обережне ставлення до технологій, його книги зазвичай застерігають від узурпації людством сил Творця. Серед його мотивів - ядерна та екологічна катастрофа; ще в 1970 році він написав роман про генну інженерію «Herskerne» («Правителі») (1970).
Інтерес до наукової фантастики у 1960-х роках  зріс завдяки двом основним факторам: ентузіазму, викликаному космічною програмою США, та невтомному Яннику Сторму, який як редактор і перекладач познайомив читачів з великою кількістю творів американської, британської та скандинавської фантастики. Сторм був прихильником "нової хвилі", але також представив таких "класичних" письменників, як Айзек Азімов, Джеймс Бліш і Фредерік Пол.
З кінця 1960-х років цей підвищений інтерес до жанру призвів до того, що ряд данських авторів почали писати епізодичні книжки у жанрі наукової фантастики. Їх можна згрупувати за кількома напрямками. Натхненні "Новою хвилею" та коміксами, "діти квітів" кінця 1960-х років бачили в науковій фантастиці новий спосіб розповідати дивовижні історії, як це зробив Кнуд Голтен у «Сума-Х» (1969 р.). Реалісти, з іншого боку, вбачали у фантастиці продовження реалізму іншими засобами і створювали сценарії недалекого майбутнього; прикладами є «Точка замерзання» Андерса Бодельсена (1969) та «Наказ міста» Генріка Станґерупа (1973). Модерністи-експериментатори брали з жанру частину його інвентарю і використовували його в інших цілях, як у фільмі «Liget og Lysten» («Труп і бажання») (1968) Свена Оге Мадсена, який містить елементи наукової фантастики, не будучи насправді науковою фантастикою. Окультисти та уфологи опублікували низку творів у жанрі наукової фантастики, найкращими з яких є «Anno Domini» (1975) та «Gud» (1976) Ервіна Нойцскі-Вульфа. Нарешті, політично свідомі письменники використовували сценарії найближчого майбутнього для обговорення проблем забруднення та ядерної енергії. Одним з авторів, якому це вдалося без того, щоб його вигадка страждала від політики, є Йорген Ліндгрін, чий «Атомний завод на мисі» (1975) є ефективним технотрилером. Наприкінці 1970-х - на початку 1980-х років з'явилася досить розрізнена група фантасток, починаючи від модерністки Дорріт Віллумсен («Programmeret ti kærlighed» («Запрограмована на любов») (1981) і закінчуючи утопісткою Вібеке Грьонфельдт («Det fantastike barn» («Фантастична дитина») (1982).
За двома винятками, згадані вище автори не вважають себе письменниками-фантастами, і жоден з них не написав більше одного визнаного твору. Ці винятки - письменники, які дійсно знають наукову фантастику - це Бодельсен і Мадсен: Бодельсен опублікував низку фантастичних оповідань, а Мадсен розробив свій власний унікальний різновид наукової фантастики з такими творами, як «Чеснота і розпуста в середньовіччі» (1976), «Обличчям до світла світанку» (1980) і «Нехай час плине» (1985). Пізніше до них приєдналася Інге Еріксен (1935-2015) з дуже амбітною тетралогією «Rummet uden tid» («Простір без часу») (1983-1989).